# Silence (jeu vidéo)
Pour les articles homonymes, voir silence.
Silence est un jeu vidéo d'aventure en pointer-et-cliquer développé et édité par Daedalic Entertainment, sorti en 2016 sur Windows, Mac, Linux, PlayStation 4 et Xbox One.
Il fait suite à Les Chroniques de Sadwick : The Whispered World.

## Accueil
- Ce jeu vidéo a été testé par plusieurs sites de tests de jeux vidéo.